# 白坂勝史
白坂 勝史（しらさか かつし、1975年7月12日 - ）は、神奈川県出身の元プロ野球選手（投手）。

## 来歴・人物
横浜高校時代の1993年、投手として第65回選抜高等学校野球大会に出場するも完投しながら2回戦で延長サヨナラ負け。この時は同期・高橋光信とバッテリーを組んだ。高校では1学年先輩に丹波幹雄・部坂俊之・中野栄一が、1学年後輩に多村仁志・斉藤宜之・矢野英司・紀田彰一が、2学年後輩に横山道哉がいた。
その後、関東学院大学に進学。
1997年の4年春、春の大学選手権の初戦12奪三振の完封でベスト4。秋は1試合19奪三振の神奈川大学野球リーグ記録を樹立し、最優秀選手とベストナイン受賞。続く秋の明治神宮大会では、4年前田浩継投手擁する九州共立大学戦で全員から毎回16奪三振も惜敗。この活躍から、巨人が一時は3位で指名を検討していたという。1997年のドラフト7位で中日ドラゴンズに入団。入団発表時には「最多勝を狙いたい」と豪語したほか、仮契約の席では「7位で獲っていただいたんですけど、あとでそんな選手じゃなかったと思われるような活躍をしたい」と語っていた。
1999年には台湾への野球留学を経験し兄弟エレファンツで10試合に登板、2勝3敗防御率6.49という成績を残す。
2000年は中日に復帰。しかし結局1度も一軍で登板する事が無いまま同オフに戦力外通告を受ける。
中日退団後は、アメリカ独立リーグのチームなどに所属。
2004年度第1回国際野球親善大会ニューカレドニア・カップに日本代表として出場。

## 詳細情報

### 年度別投手成績
| 年 度     | 球 団     | 登 板 | 先 発 | 完 投 | 完 封 | 無 四 球 | 勝 利 | 敗 戦 | セ 丨 ブ | ホ 丨 ル ド | 勝 率 | 打 者 | 投 球 回 | 被 安 打 | 被 本 塁 打 | 与 四 球 | 敬 遠 | 与 死 球 | 奪 三 振 | 暴 投 | ボ 丨 ク | 失 点 | 自 責 点 | 防 御 率 | W H I P |
| --------- | --------- | ----- | ----- | ----- | ----- | -------- | ----- | ----- | -------- | ----------- | ----- | ----- | -------- | -------- | ----------- | -------- | ----- | -------- | -------- | ----- | -------- | ----- | -------- | -------- | ------- |
| 1999      | 兄弟      | 10    | 6     | 0     | 0     | 0        | 2     | 3     | 0        | --          | .400  | 131   | 26.1     | 30       | 1           | 27       | 0     | 0        | 20       | 4     | 0        | 22    | 19       | 6.49     | 2.16    |
| CPBL：1年 | CPBL：1年 | 10    | 6     | 0     | 0     | 0        | 2     | 3     | 0        | --          | .400  | 131   | 26.1     | 30       | 1           | 27       | 0     | 0        | 20       | 5     | 0        | 22    | 19       | 6.49     | 2.16    |

### 背番号
- 64（1998年 - 1999年途中、2000年）
- 20（1999途中 - 同年終了）